# Десети сазив Народне скупштине Републике Србије
Десети сазив Народне скупштине Републике Србије од увођења вишестраначког система 1990. године, биће оформљен после одржавања парламентарних избора 16. марта 2014. године. Конститутивну седницу je, према уставу, сазваo председник деветог сазива, Небојша Стефановић, а њом је председаваo најстарији посланик Милан Kораћ из коалиције СПС-ПУПС-ЈС. За новог Председника Народне скупштине Републике Србије изабрана је Маја Гојковић из Српске напредне странке. Овај сазив је конституисан 16. априла 2014, тачно месец дана од одржавања избора.

## Расподела мандата
| Изборна листа                                  | места | Партије                                               | места |
| ---------------------------------------------- | ----- | ----------------------------------------------------- | ----- |
| Александар Вучић — Будућност у коју верујемо   | 158   | Српска напредна странка                               | 131   |
| Александар Вучић — Будућност у коју верујемо   | 158   | Социјалдемократска партија Србије                     | 10    |
| Александар Вучић — Будућност у коју верујемо   | 158   | Нова Србија                                           | 6     |
| Александар Вучић — Будућност у коју верујемо   | 158   | Српски покрет обнове - Демохришћанска странка Србије  | 5     |
| Александар Вучић — Будућност у коју верујемо   | 158   | Покрет социјалиста                                    | 3     |
| Александар Вучић — Будућност у коју верујемо   | 158   | Покрет снага Србије                                   | 2     |
| Александар Вучић — Будућност у коју верујемо   | 158   | Уједињена сељачка странка                             | 1     |
| Александар Вучић — Будућност у коју верујемо   | 158   | Бошњачка народна странка                              | 1     |
| Ивица Дачић — СПС, ПУПС, ЈС                    | 44    | Социјалистичка партија Србије                         | 25    |
| Ивица Дачић — СПС, ПУПС, ЈС                    | 44    | Партија уједињених пензионера Србије                  | 12    |
| Ивица Дачић — СПС, ПУПС, ЈС                    | 44    | Јединствена Србија                                    | 7     |
| Са Демократском странком за демократску Србију | 19    | Демократска странка                                   | 16    |
| Са Демократском странком за демократску Србију | 19    | Нова странка                                          | 2     |
| Са Демократском странком за демократску Србију | 19    | Независни посланици                                   | 1     |
| Борис Тадић - НДС, ЛСВ, ЗЗС, ВМДК, ЗЗВ, ДЛР    | 18    | Нова демократска странка (Социјалдемократска странка) | 9     |
| Борис Тадић - НДС, ЛСВ, ЗЗС, ВМДК, ЗЗВ, ДЛР    | 18    | Зелени Србије                                         | 1     |
| Борис Тадић - НДС, ЛСВ, ЗЗС, ВМДК, ЗЗВ, ДЛР    | 18    | Лига социјалдемократа Војводине                       | 6     |
| Борис Тадић - НДС, ЛСВ, ЗЗС, ВМДК, ЗЗВ, ДЛР    | 18    | Заједно за Србију                                     | 2     |
| Савез војвођанских Мађара                      | 6     |                                                       |       |
| Странка демократске акције Санџака             | 3     |                                                       |       |
| Партија за демократско деловање                | 2     |                                                       |       |